# Monopis megalodelta
Monopis megalodelta är en fjärilsart som beskrevs av Edward Meyrick 1908. Monopis megalodelta ingår i släktet Monopis och familjen äkta malar.
Artens utbredningsområde är Nigeria. Inga underarter finns listade i Catalogue of Life.